# 霞西站
霞西站位于安徽省宁国市霞西镇，皖赣铁路的一个车站，于1982年10月1日建成通车。该站由上海铁路局芜湖车务段管辖，车站以及上下行均未实现电气化。现为四等站，办理列车通过、会让业务；客运办理职工通勤业务。不办理货运营业。

## 历史
霞西站是皖赣铁路上的一个车站，始建于1981年。在开通初期，由于线路起伏较大，大部分货物列车都需要在该站停车并加挂补机，并运行至绩溪县站解挂；另外还设有霞西电务工区、霞西给水所、霞西公寓。2014年10月，中国铁路总公司取消霞西至绩溪县间的补机交路，芜湖东-绩溪县区间交路改由HXN5机车一机直达。

## 事件
2004年8月15日晚，梁春财、周江军、江根林经事先预谋，结伙窜至霞西站爬上33001次货物列车前往甲路站。次日零时许，当该次货物列车停靠甲路站、加挂补机时，3人解开车厢篷布的绳子，掀盗玉米1500公斤。其后又将所窃玉米转运至宣城市销卖，获利1000余元。2005年3月4日，被告人被公安机关电话预约逮捕，并交待了全部犯罪事实。6月8日，南京铁路运输法院依法对5名被告人作出了宣判。